# NGC 2799
NGC 2799 is een balkspiraalstelsel in het sterrenbeeld Lynx. Het hemelobject werd op 9 maart 1874 ontdekt door de Britse astronoom Ralph Copeland.

## Synoniemen
- UGC 4909
- KCPG 195B
- MCG 7-19-56
- Arp 283
- ZWG 209.46
- VV 50
- KUG 0914+422B
- PGC 26238